# 미국의 군단 목록
다음은 남북전쟁, 미국-스페인 전쟁, 미국 육군, 미국 해병대의 군단 목록이다.

## 육군

### 현존

제1(I)군단
제3(III)군단
제18(XVIII)공수군단

### 이전

제1(I)기갑군단
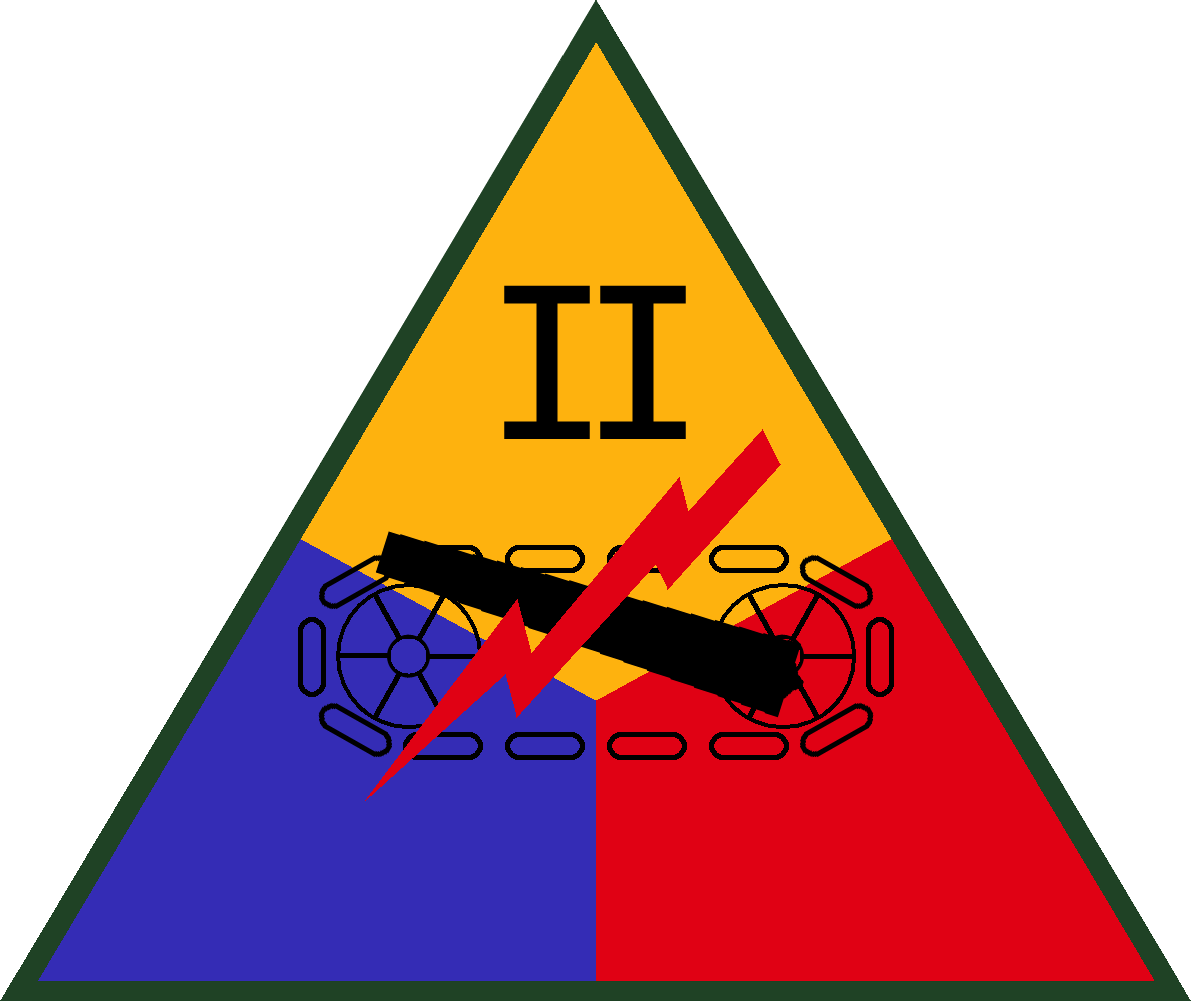
제2(II)기갑군단
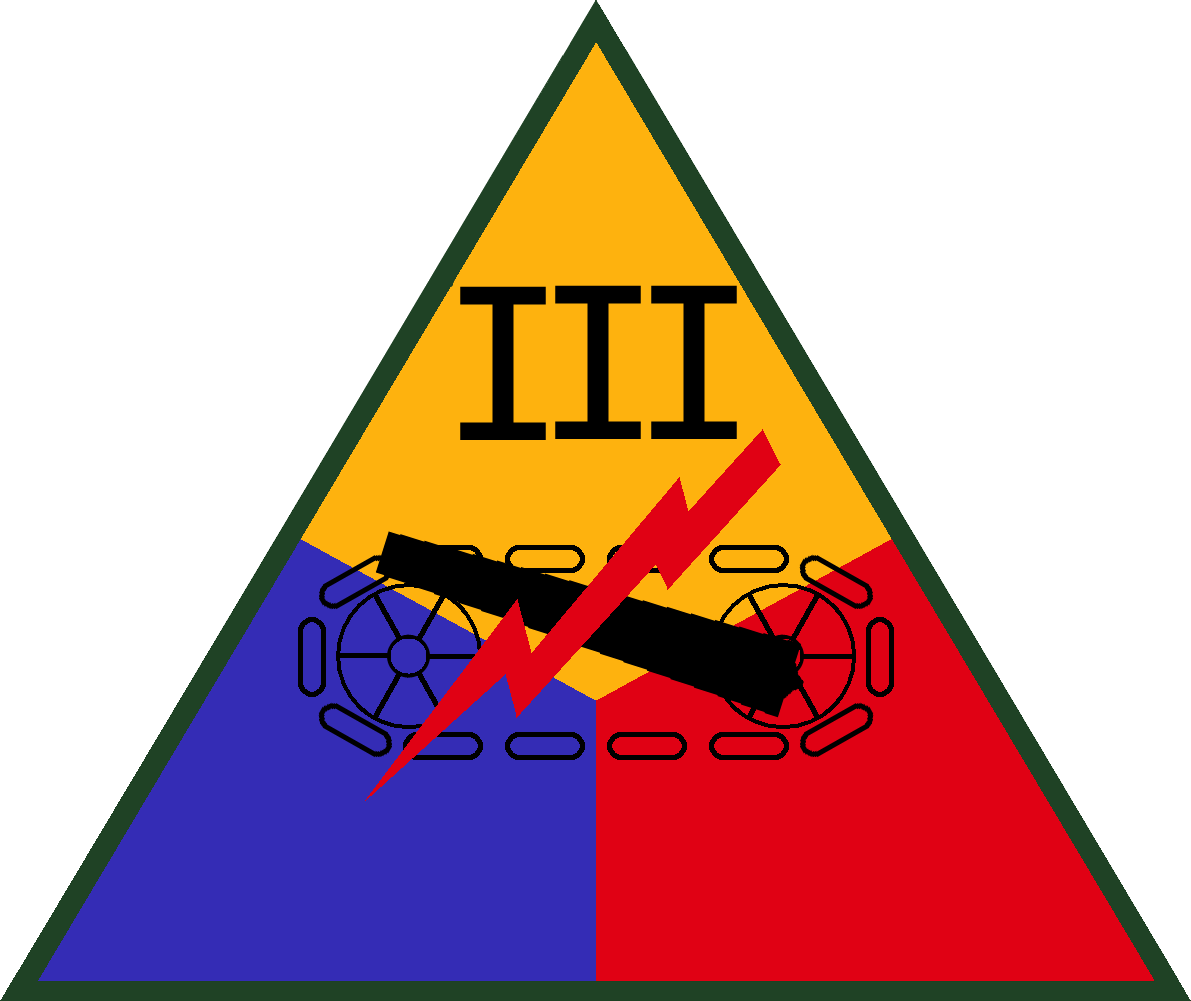
제3(III)기갑군단
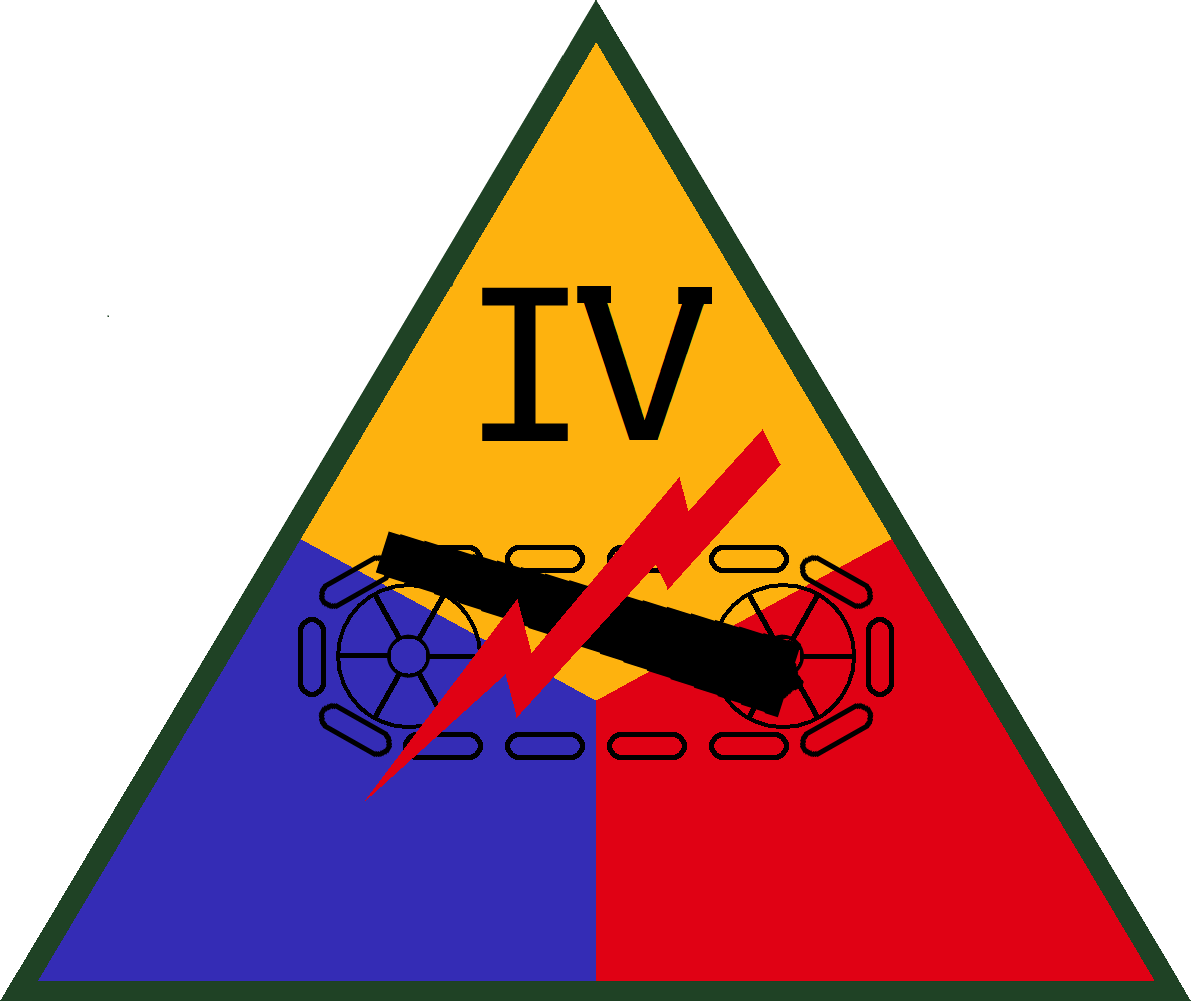
제4(IV)기갑군단
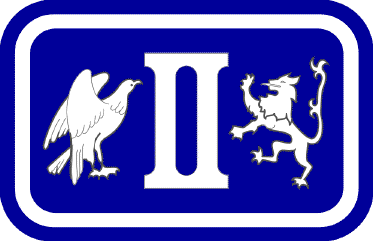
제2(II) 군단
제4(IV)군단
제5(V)군단
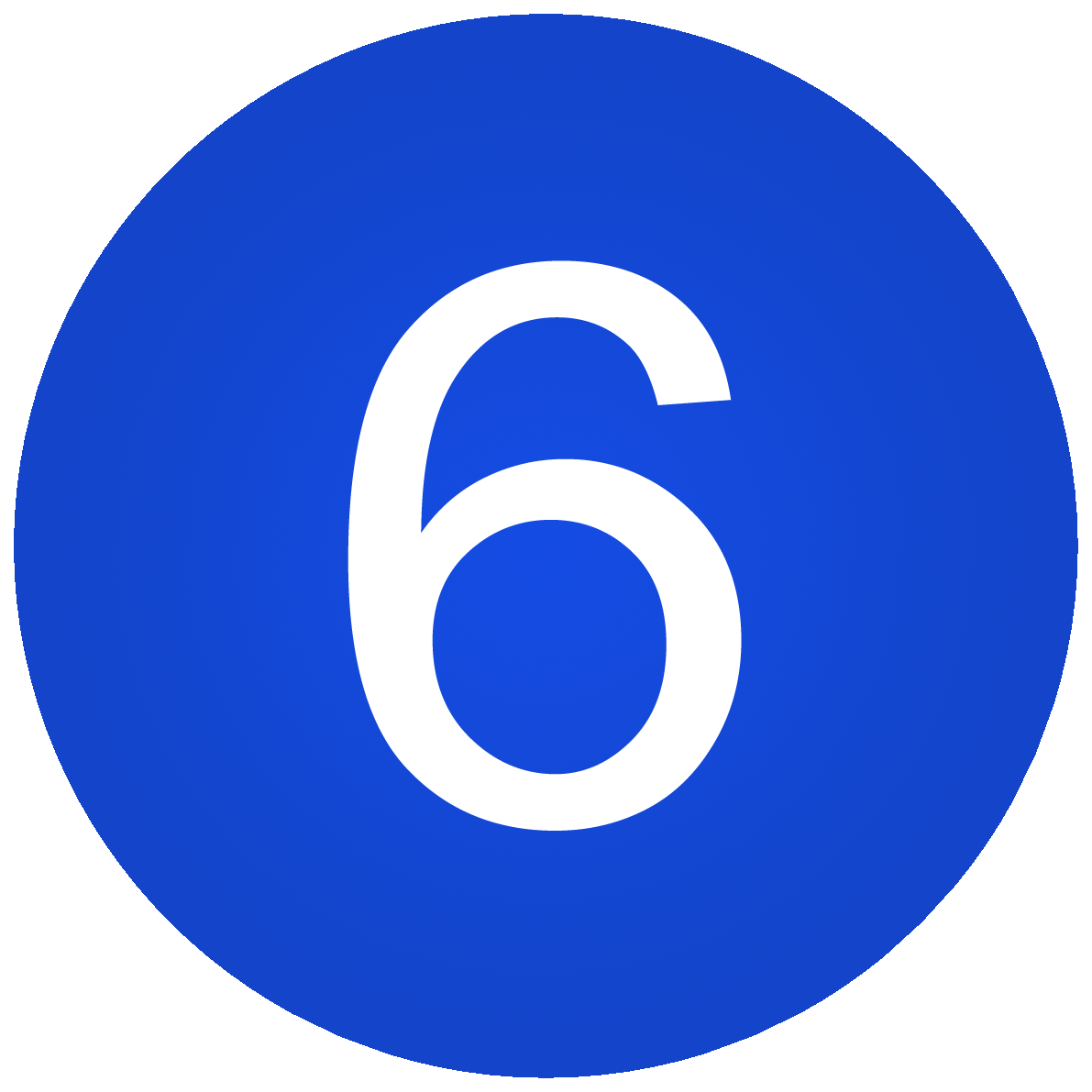
제6(VI)군단
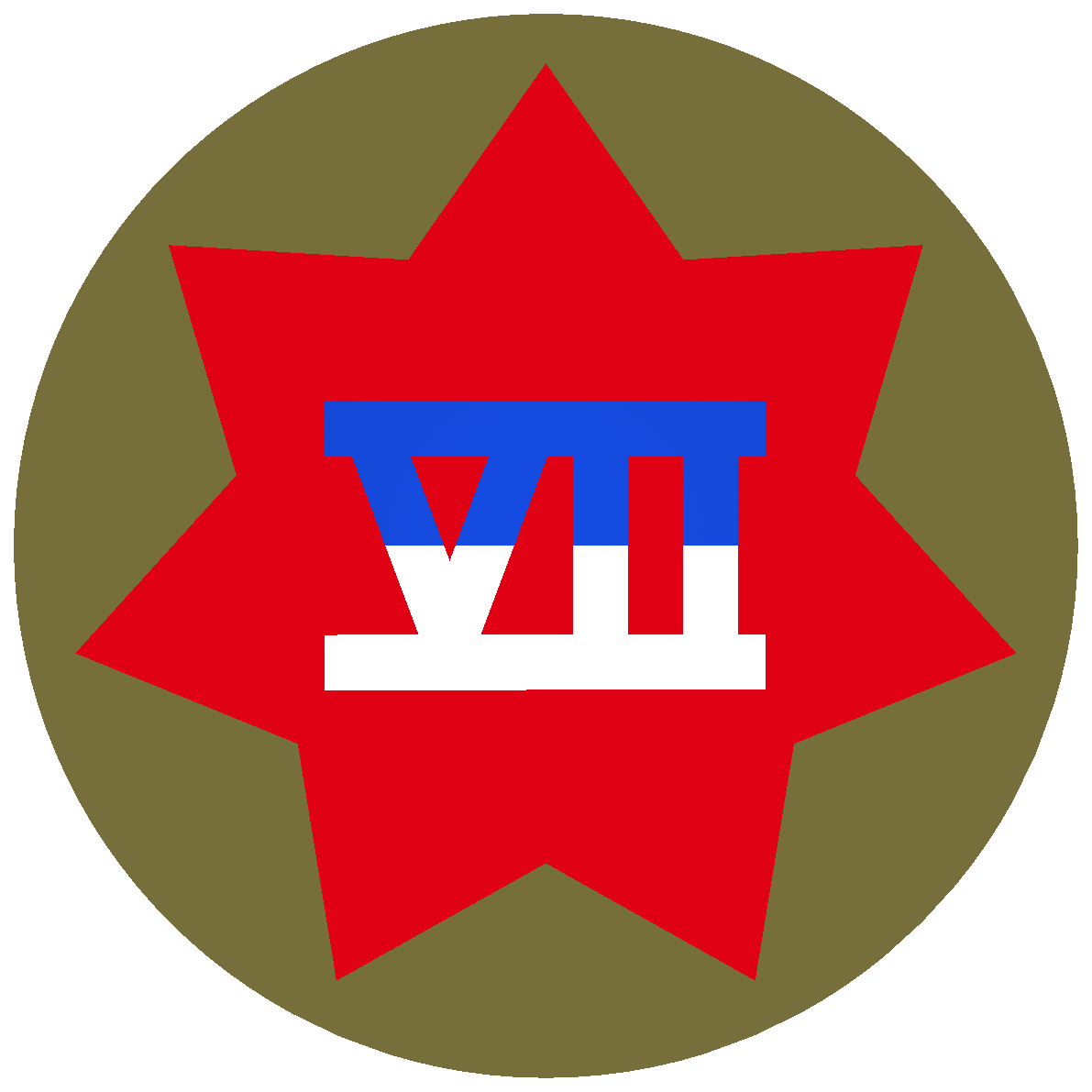
제7(VII)군단
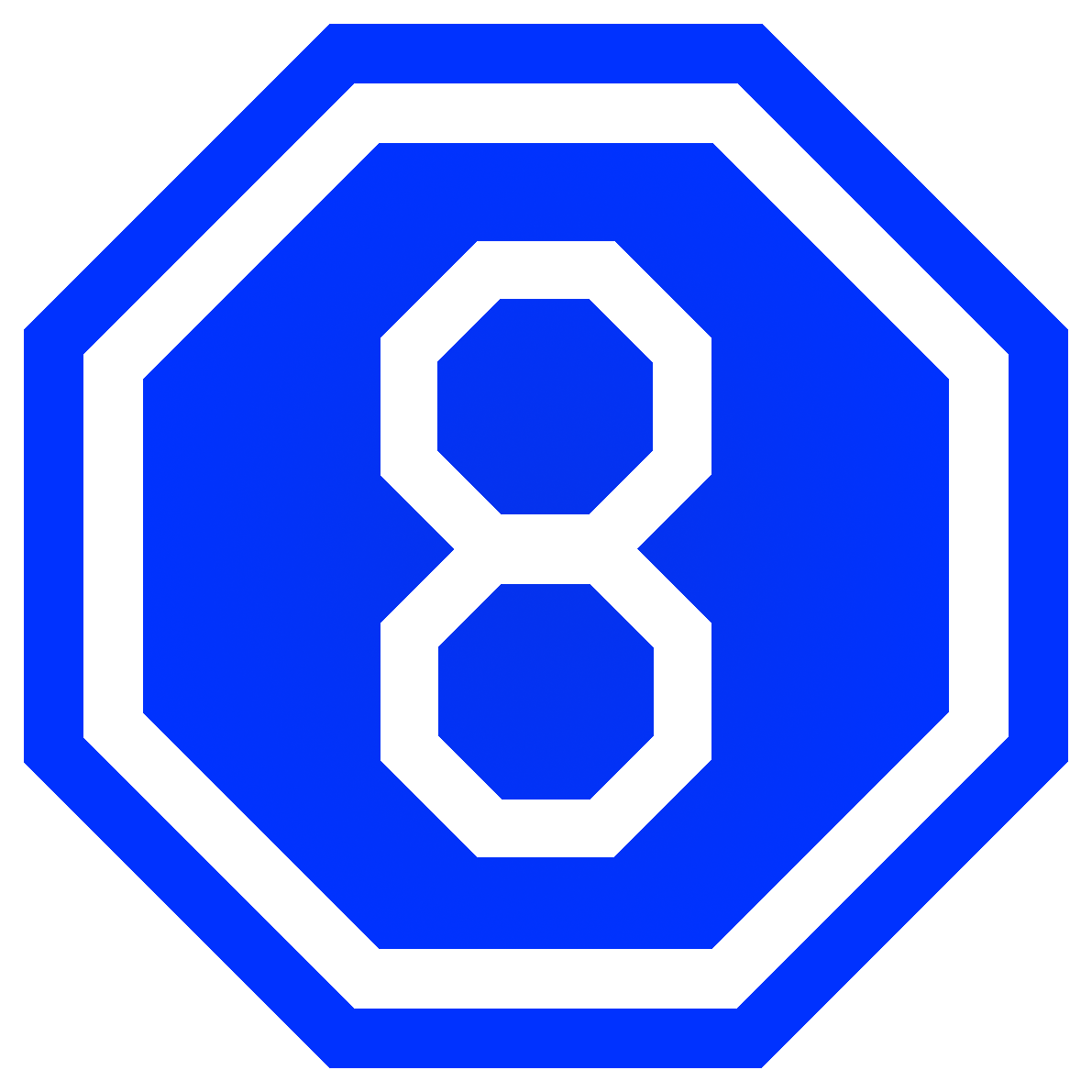
제8(VIII)군단
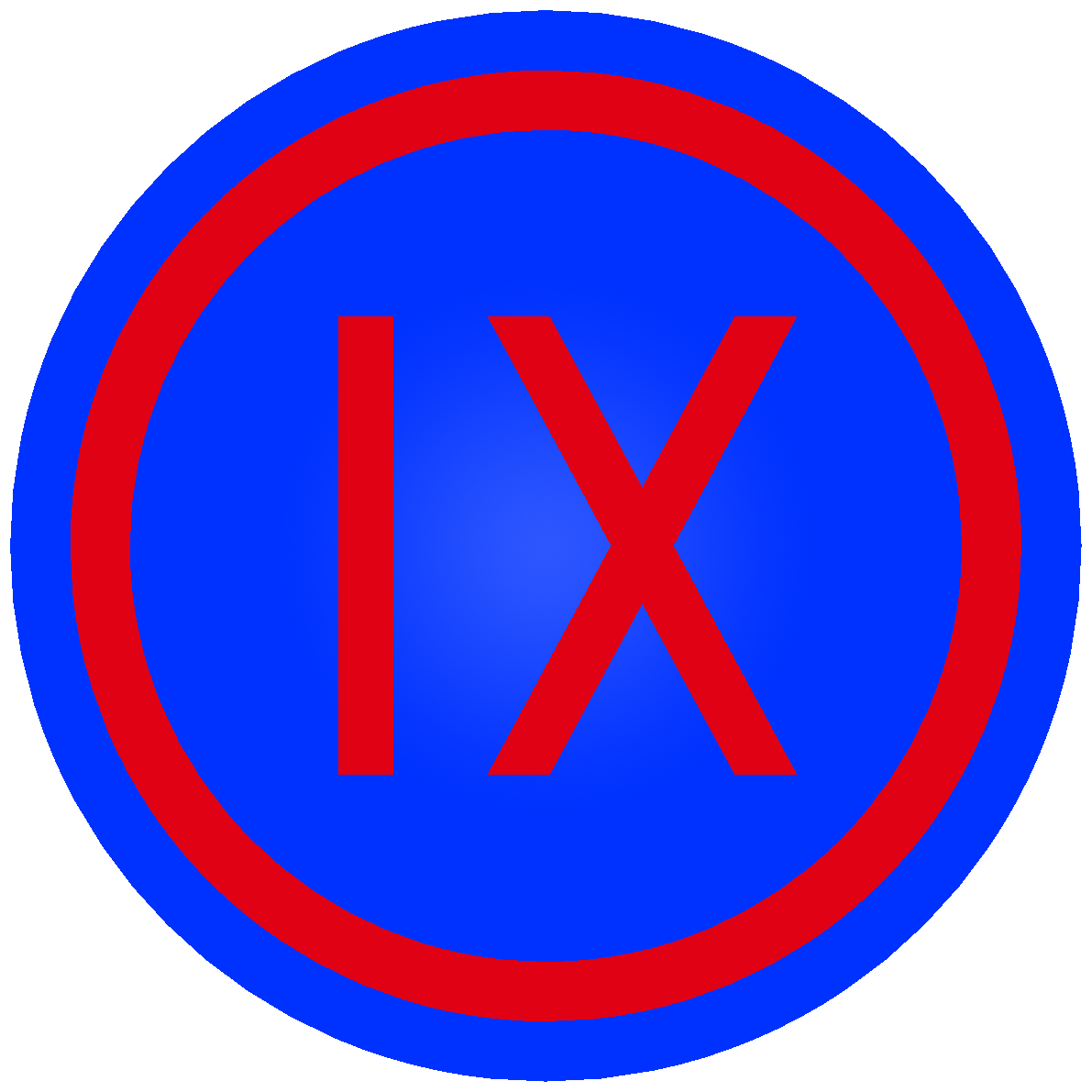
제9(IX)군단
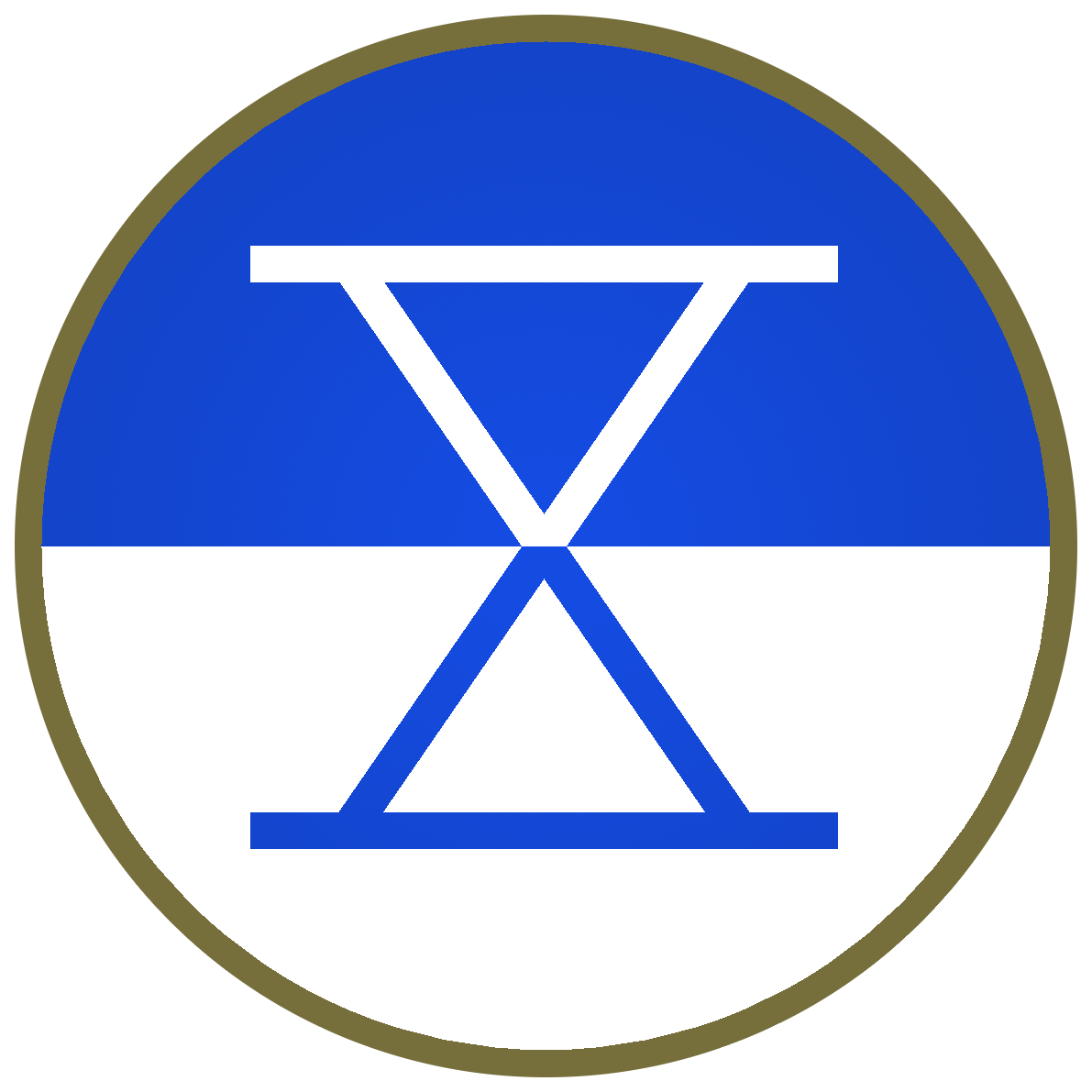
제10(X)군단
제11(XI)군단
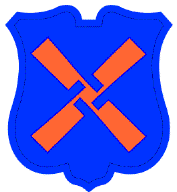
제12(XII)군단
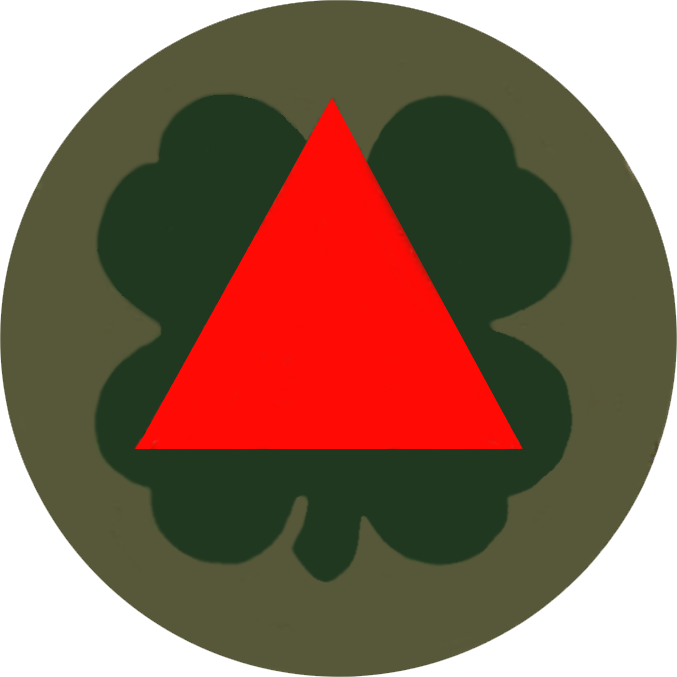
제13(XIII)군단
제14(XIV)군단
제15(XV)군단
제16(XVI)군단
제19(XIX)군단
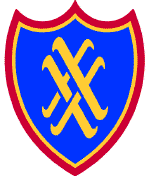
제20(XX)군단
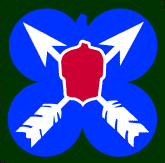
제21(XXI)군단
제22(XXII)군단
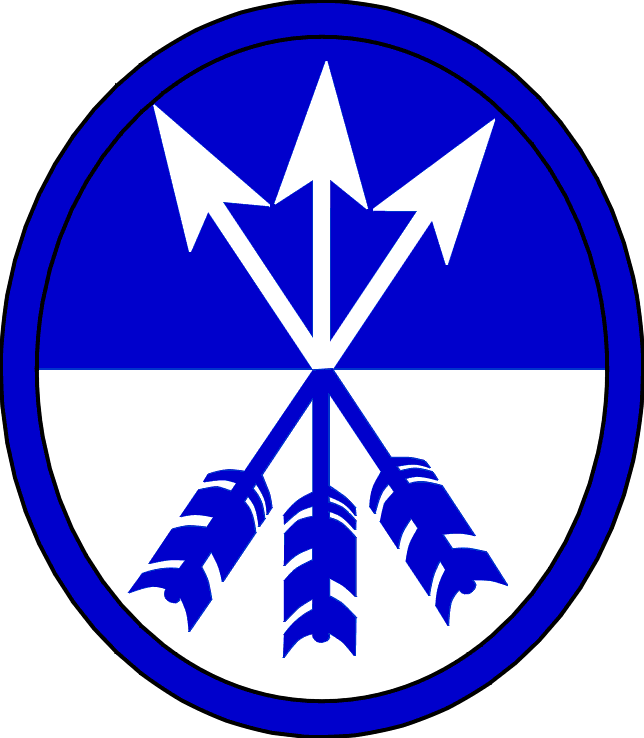
제23(XXIII)군단
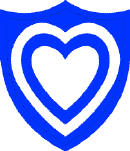
제24(XXIV)군단
제31(XXXI)군단 (벤데타 페르디난트 작전)
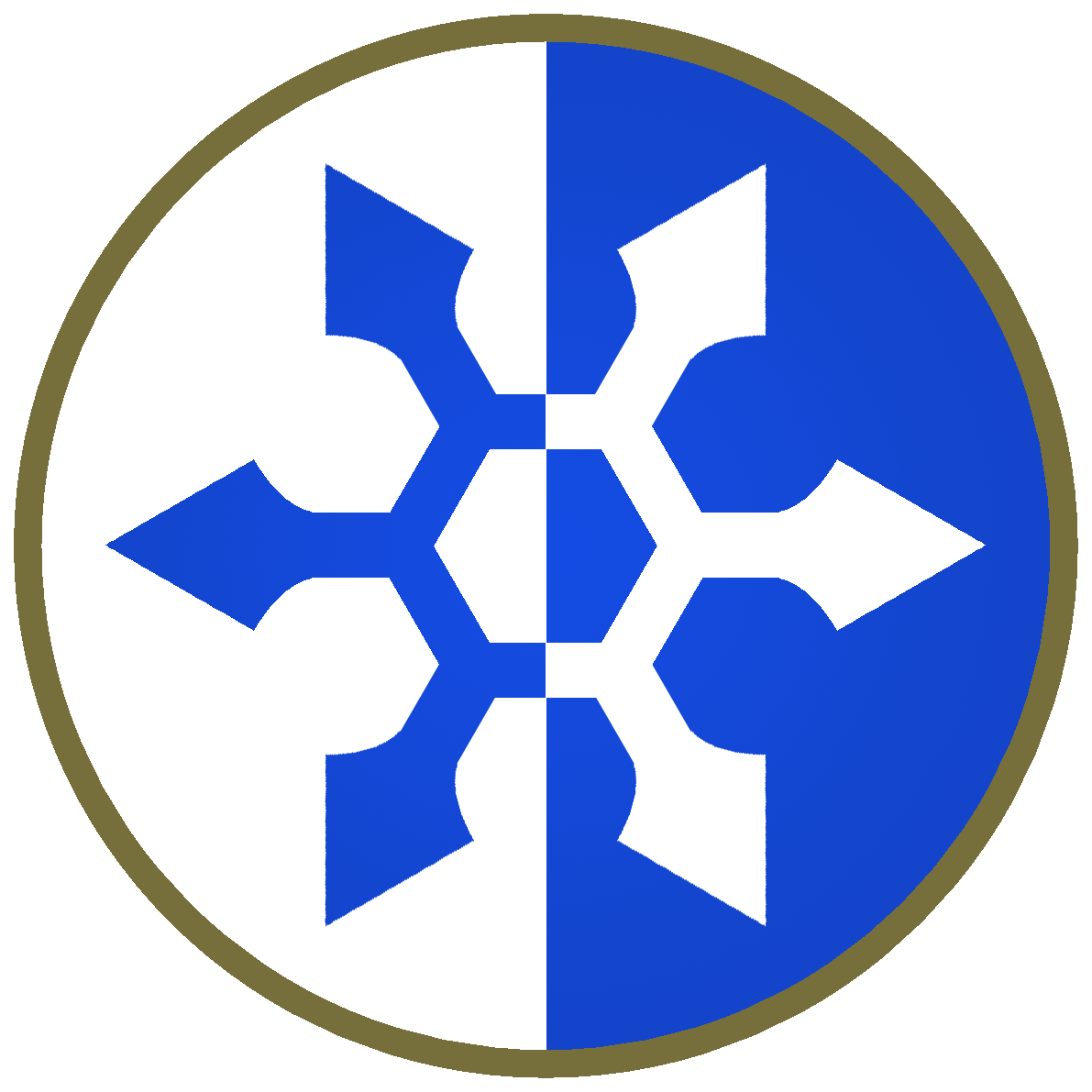
제33(XXXIII)군단 (포티튜드 작전(남부), 제14군 참고)
제36(XXXVI)군단 (1944–1945)

베트남 전쟁
제1베트남야전부대
제2베트남야전부대

아래는 제2차 세계 대전 당시에 특정 작전을 위해 위장 편제로서 서류에만 존재하는 군단이다.
- 제9(IX)상륙군단 (웨드록 작전)
- 제30(XXX)군단 (포티튜드 작전 (남부)
- 제35(XXXV)공수군단 (파스텔 작전)
- 제37(XXXVII)군단 (포티튜드 작전 (남부)) - 제14군 참고
- 제38(XXXVIII)군단 (포티튜드 작전 (남부))
- 제39(XXXIX)군단 (포티튜드 작전 (남부))

## 미국 해병대

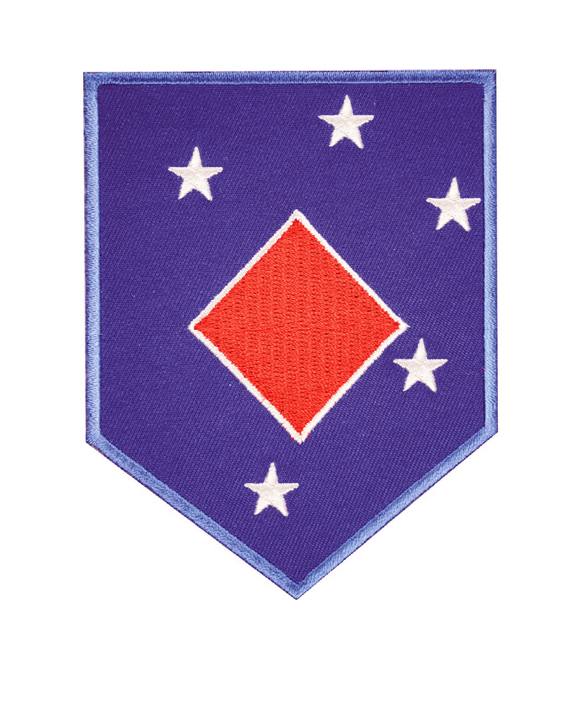
제1(I)해병상륙군단
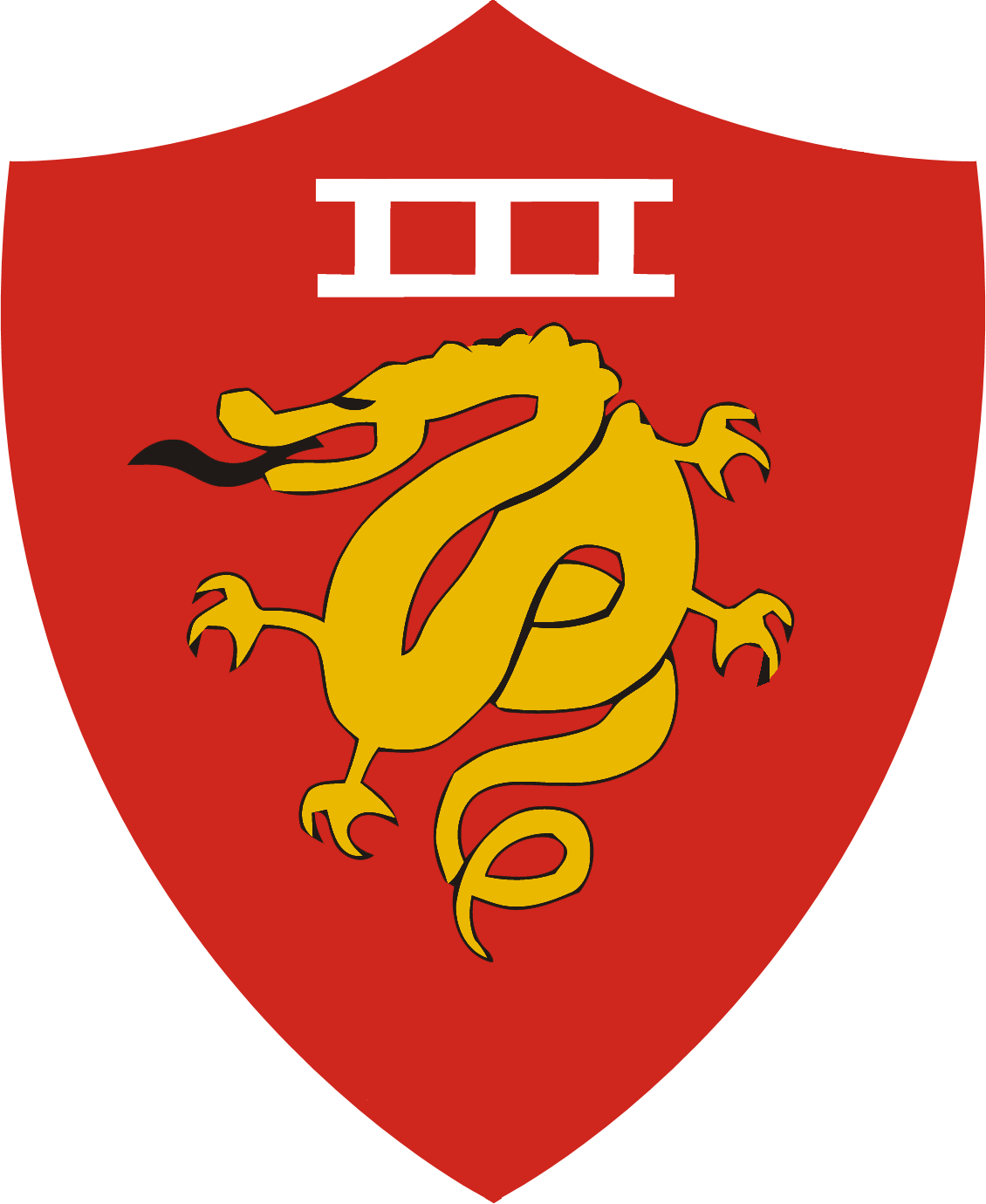
제3(III)해병상륙군단
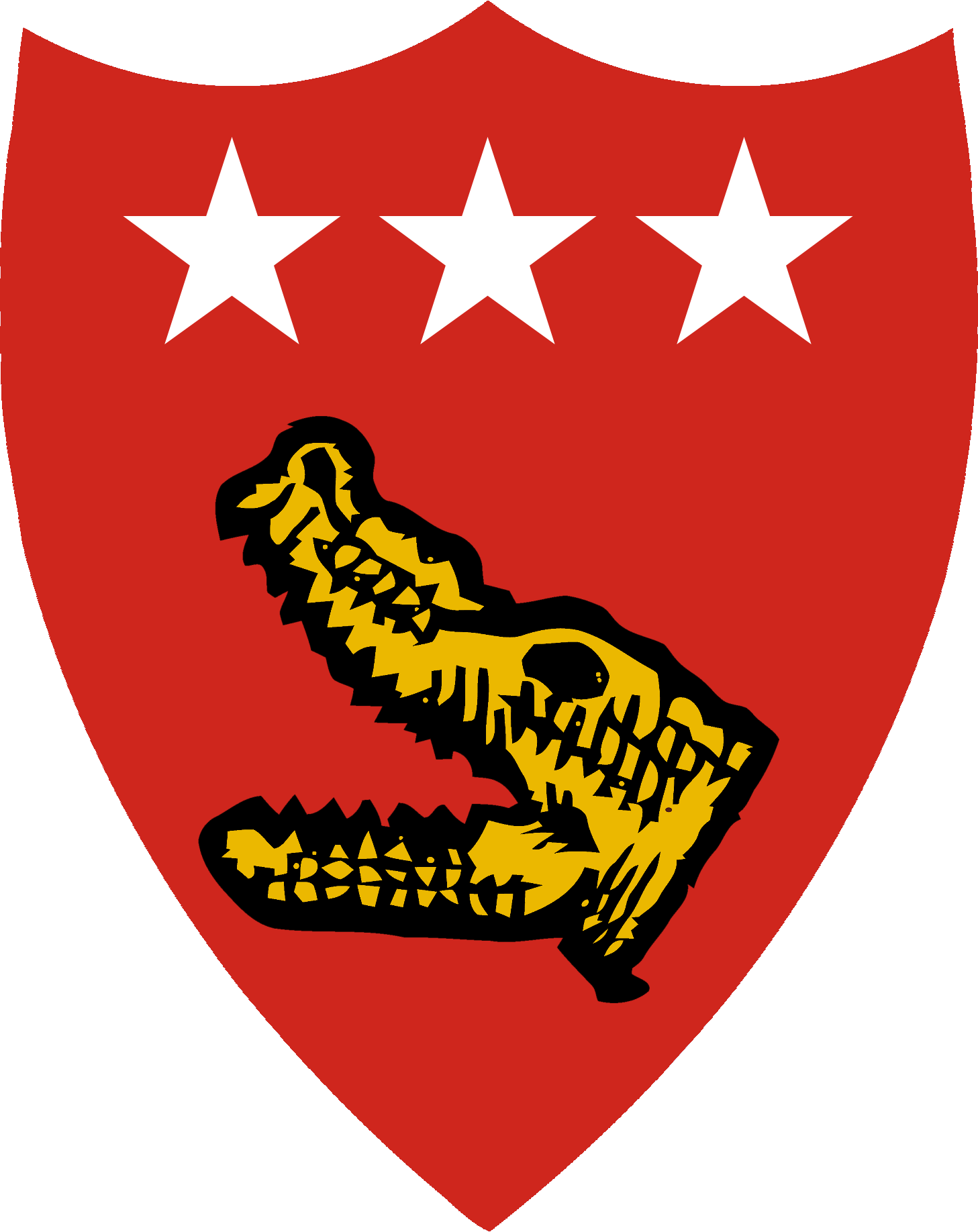
제5(V)상륙군단

## 미국-스페인 전쟁
- 제1(I)군단
- 제2(II)군단
- 제3(III)군단
- 제4(IV)군단
- 제5(VI)군단
- 제6(VI)군단
- 제7(VII)군단
- 제8(VIII)군단

## 미국 남북 전쟁

### 북부군
- 제1(I)군단
- 제2(II)군단
- 제3(III)군단
- 제4(IV)군단
- 제5(V)군단
- 제6(VI)군단
- 제7(VII)군단
- 제8(VIII)군단
- 제9(IX)군단
- 제10(X)군단
- 제11(XI)군단
- 제12(XII)군단
- 제13(XIII)군단
- 제14(XIV)군단
- 제15(XV)군단
- 제16(XVI)군단
- 제17(XVII)군단
- 제18(XVIII)군단
- 제19(XIX)군단
- 제20(XX)군단
- 제21(XXI)군단
- 제22(XXII)군단
- 제23(XXIII)군단
- 제24(XXIV)군단
- 제25(XXV)군단
- 기병군단

### 남부군
- 미시시피군
  - 제1군단
  - 제2군단
  - 제3군단
- 북버지니아 군
  - 제1군단
  - 제2군단
  - 제3군단
  - 앤더슨의 군단
  - 기병군단
- 포토맥 군
  - 제1군단
  - 제2군단
- 테네시 군
  - 제1군단
  - 제2군단

## 같이 보기
- 미국 육군의 군 목록(군집단, 야전군)
- 미국 육군의 사단 목록
- 미국 육군의 여단 목록
- 미국 육군의 연대 목록